# Iavorivka, Pișceanka
Iavorivka (în ucraineană Яворівка) este o comună în raionul Pișceanka, regiunea Vinnița, Ucraina, formată numai din satul de reședință.

## Demografie
Componența lingvistică a satului Iavorivka
     Ucraineană (96,04%)
     Rusă (2,64%)
     Alte limbi (1,13%)
Conform recensământului din 2001, majoritatea populației satului Iavorivka era vorbitoare de ucraineană (96,04%), existând în minoritate și vorbitori de rusă (2,64%).